# Hands Up
"Hands Up" is de eerste officiële single van Rotten Apple, het tweede album van Amerikaanse rapper Lloyd Banks. De track is grotendeels geproduceerd door Eminem en bevat 50 Cent, die de helft van het refrein doet. Het nummer behaalde als hoogste de 84e positie in de Billboard Hot 100, en was daarmee een grote teleurstelling voor Lloyd Banks, voorafgaand aan de matige verkoop van het album, Rotten Apple.

## Charts
| Chart                      | Hoogste positie |
| -------------------------- | --------------- |
| Duitse Single Top 100      | 20              |
| Engelse Single Top 75      | 43              |
| Ierse Single Top 50        | 26              |
| Oostenrijkse Single Top 75 | 53              |
| VS Billboard Hot 100       | 84              |